# Жарновецкое озеро
Жарнове́цкое о́зеро (пол. Jezioro Żarnowieckie, кашуб. Jezoro Żarnowsczé) — небольшое озеро на севере Польши, находящееся на Жарновецкой возвышенности близ Словинского побережья Балтийского моря.
Площадь водной поверхности составляет 14,31 км², длина с севера на юг — 7,6 км, а ширина с запада на восток — 2,6 км. Максимальная глубина озера составляет 16 м — то есть, часть дна находится ниже уровня моря — так называемая криптодепрессия. Через озеро протекает речка Пясница (пол. Piaśnica), несущая свои воды в Балтийское море. Высота над уровнем моря — 1,5 м.

## Достопримечательности
К западу от озера, в местечке Быхово находится одноимённая старинная усадьба (пол. Bychowo), входящая в число туристских достопримечательностей. Усадьбу окружает парк площадью 5,5 га, в числе природных достопримечательностей которого — грабовая аллея и 450-летний дуб. Через Быхово и усадебный парк протекает речка Струга Быховская.
Первые исторические записи, касающиеся землевладения, относятся к 1377 году, когда хозяином был некий Речке. Однако в состав дворянской собственности усадьба попадает в XIII—XIV веке. В XV веке Быхово, как поместье вассала, подчинялось польскому праву, в то время как жители местечка — крестьяне — были подсудны немецкому праву.
В XVI веке во владение поместьем вступила семья поморского происхождения фон Бюхов из рода Задора. Современная усадебная постройка возведена во второй половине XIX века; последний раз отремонтирована в июле 1999 года. Из элементов оригинального проекта называется открытая галерея и старинная балюстрада. В контексте вновь предполагаемого строительства АЭС на Жарновецком озере об усадьбе Быхово и других достопримечательностях пока не говорится.

## Электроэнергетика

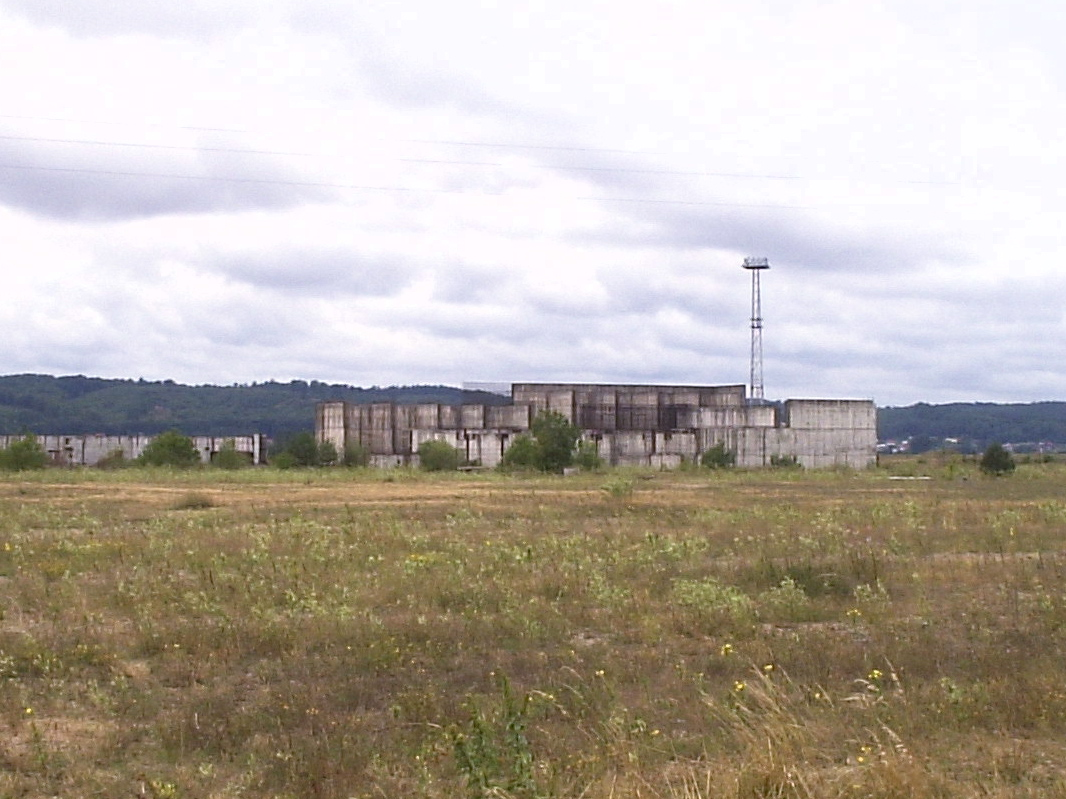
Недостроенная АЭС на Жарновецком озере

В 1980-е годы близ озера было начато строительство первой в Польше атомной электростанции, однако в 1990-х годах стройка была законсервирована.
В 1982 году на озере пущена в эксплуатацию гидроаккумулирующая электростанция мощностью 716 МВт.
В 2009 году в Польше вновь пришли к необходимости строительства АЭС. Местом для строительства вновь было выбрано Жарновецкое озеро, в том числе «потому, что некогда тут уже была построена АЭС и после неё осталась соответствующая инфраструктура». Жарновецкая АЭС должна быть построена к 2020 году, а в течение последующих 1-2 лет — сдана в эксплуатацию очередная.
Разрешение проблем приобретения ядерного топлива и дальнейшей судьбы ядерных отходов «находится ещё на начальном этапе». Указывая, что основные направления для поисков топлива известны (Австралия, Канада, США, Южная Африка и Россия), генеральный подрядчик (фирма PGE) сообщает, что пока «лишь начинаем дискуссии на темы захоронения отходов».